# Ібогаїн
Ібогаїн — це психоактивний індол-алкалоїд, що походить від коріння африканської рослини лат. Tabernanthe iboga.

## Загальна інформація
Останніми роками він все більше відзначається своєю здатністю лікувати як наркоманію, так і алкоголізм. Як наукові дослідження, так і широко розповсюджені повідомлення, здається, вказують на те, що прийом  ібогаїну (Ібогі) має здатність як зняти симптоми відміни препарату, так і зняти тягу до наркотику протягом тривалого часу або назавжди. Крім того, психоактивні властивості ібогаїну (рослина Tabernanthe iboga) (у період проходження ініціації ібогою), були широко зараховані, допомагаючи користувачам зрозуміти та скасувати поведінку, пов'язану з вживанням наркотиків.

## Дослідження
Дослідження показують, що ібогаїн має значний потенціал при лікуванні наркоманії до героїну, кокаїну, амфетаміну, кодеїну, метадону, алкоголю та антидепресантів. Існує також вказівка, що це може бути корисним при лікуванні тютюнової залежності. Було також зроблено припущення, що препарат може мати значний потенціал у галузі психотерапії, особливо як лікування наслідків травм та депресії. Єдиний прийом ібогаїну, як правило, має три ефекти, корисні при лікуванні наркотичної залежності. По-перше, це спричиняє масове зменшення симптомів виведення препарату, що дозволяє проводити відносно безболісну детоксикацію. По-друге, спостерігається помітне зниження бажання вживати наркотики або алкоголь протягом певного періоду часу після прийому ібогаїну. Це підтверджено науковими дослідженнями. Нарешті, психоактивний характер наркотиків, як повідомляється, допомагає багатьом користувачам зрозуміти і вирішити проблеми, пов'язані з їх пристрасною поведінкою.
Незважаючи на схвалення клінічних випробувань (випробувань на людях) на лікування наркоманії, в США на початку 1990-х років, проблеми з фінансовою підтримкою та іншими проблемами стримують розвиток ібогаїну, що на початку 2005 року залишається нерозвиненою та, таким чином, недоступною для більшості наркоманів у всьому світі. Також грає роль неможливість зробити речовину яка містила б всі алкалоїди кори ібогі хімічним шляхом.

## Ознаки вживання ібогаїну
Ібогаїн вживається перорально і викликає порушення роботи травного тракту, отруєння. Дія алкалоїду провокує нудоту, болі в животі, багаторазові напади блювоти.
Під час фази галюцинацій людина поводиться неадекватно, у неї порушується координація, розвивається загальмованість або ж зайва метушливість. При огляді лікар може відзначити тахікардію, вологість і блідість шкірних покривів, тремор рук.